# KFC Skin Piles
KFC Skin Piles è un EP del chitarrista statunitense Buckethead, pubblicato nel 2001 dalla Gonervill Records.

## Descrizione
È caratterizzato dalla presenza di campionamenti tratti dal film Non aprite quella porta e vari effetti realizzati con la chitarra. Il vinile è stato realizzato per i DJ come uno strumento di remix (ragione per cui non esistono copie nel formato CD). Attualmente è fuori produzione e viene ritenuto un raro oggetto da collezione per i fan.
Il brani non hanno un nome proprio ed infatti vengono semplicemente denominati A1 e A2 nel lato A del vinile e B1 e B2 nel lato B dello stesso. A1 presenta un campionamento di Thriller di Michael Jackson mentre B2 inizia con una versione di Pirate's Is Life for Me (già presente in precedenza in Giant Robot e nel demo Bucketheadland Blueprints).

## Tracce
Lato A
1. A1 – 8:06
2. A2 – 3:57

Lato B
1. B1 – 4:01
2. B2 – 7:40

## Formazione
- Buckethead – Binge Tools
- Brain – Pro Tools
- Extrakd – Phantom Limb